# Gustaf al V-lea al Suediei
Gustav al V-lea (Oscar Gustav Adolf), (n. 16 iunie 1858, Comuna Ekerö, Comitatul Stockholm, Suedia – d. 29 octombrie 1950, Comuna Ekerö, Comitatul Stockholm, Suedia) a fost rege al Suediei din 1907 până la moartea sa. A fost fiul cel mare al regelui Oscar al II-lea al Suediei și al reginei Sofia de Nassau.

## Biografie
Gustaf al V-lea s-a născut la la Palatul Drottningholm din Ekerö ca fiu al Prințului Oscar și a Prințesei Sofia. La naștere Gustaf a fost creat Duce de Värmland. După ascensiunea tatălui său la tron în 1872, Gustaf a devenit prinț moștenitor al Suediei și Norvegiei. 

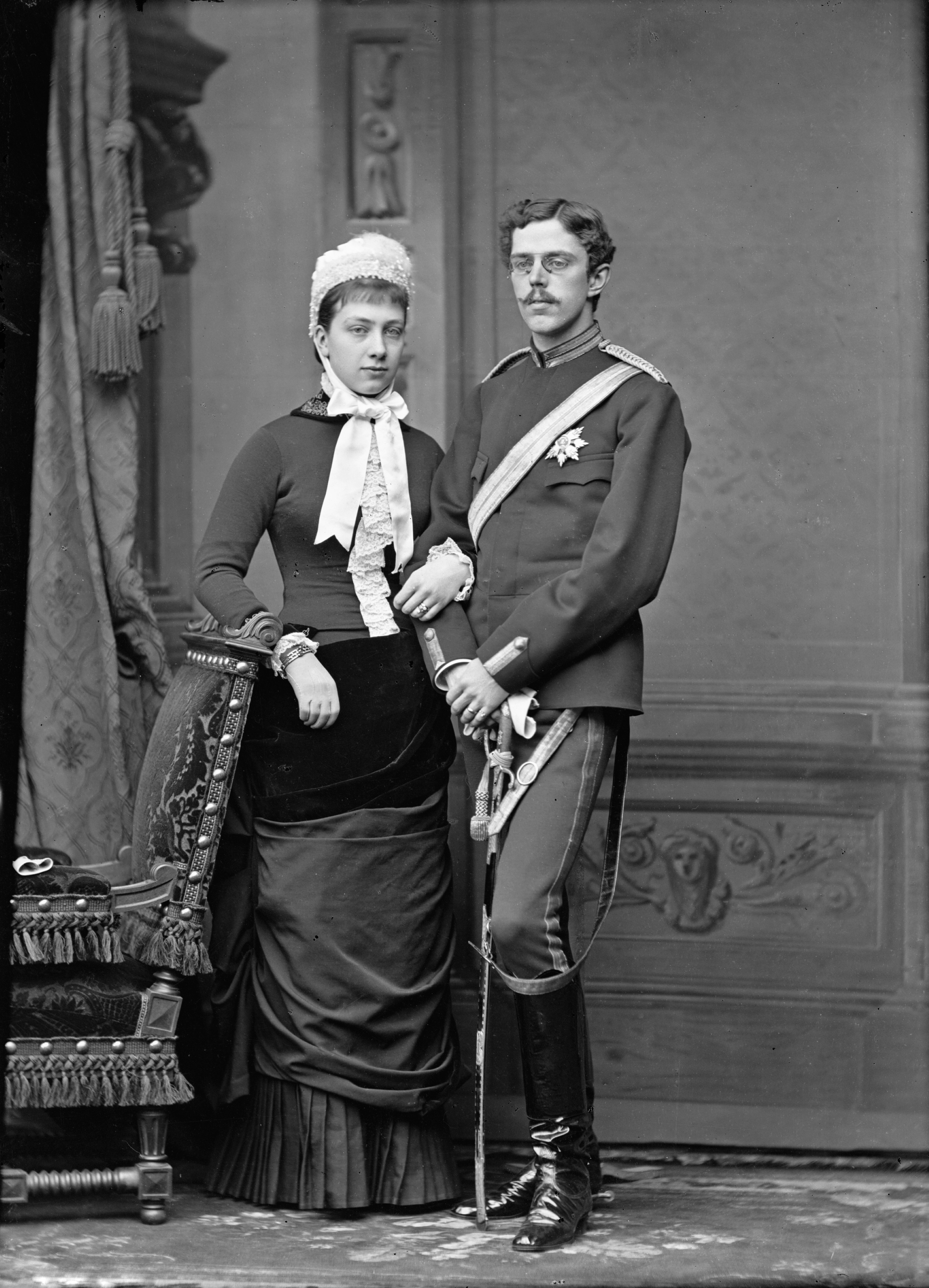
Prințul moștenitor Gustav și prințesa Victoria în 1880.

La 8 decembrie 1907 i-a succedat tatălui său la tronul Suediei, care fusese separat de tronul Norvegiei cu doi ani mai devreme. S-a căsătorit la Karlsruhe, în Germania, cu Prințesa Victoria de Baden la 20 septembrie 1881. Soția sa era nepoata Sofiei a Suediei.
Gustav al V-lea a fost ultimul rege al Suediei care a intervenit direct în politica țării. Era un om conservator care nu a aprobat curentul democratic și drepturile muncitorilor. Gustav al V-lea a fost de asemenea ultimul rege suedez care a fost Comandantul Suprem al Forțelor Armate Suedeze (între 1907 și 1939). S-a considerat că avea simpatii germane în timpul Primului Război Mondial.
Gustav al V-lea era un pasionat jucător de tenis de câmp, participând la meciuri sub pseudonimul de Mr G. Ca jucător și promotor al acestui sport, a fost ales în 1980 în „International Tennis Hall of Fame”. Regele a învățat tenis în timpul unei vizite în Anglia în 1876 iar la întoarcerea în țară a fondat primul club de tenis din Suedia. În timpul domniei sale, Gustav a fost văzut deseori jucând tenis pe Riviera. În timpul unei vizite la Berlin, Gustav a mers la întâlnirea cu Hitler direct după un meci de tenis cu evreul Daniel Prenn
Regele Gustav al V-lea a murit la Stockholm în 1950.